# Schmetterlingsfledermäuse
Die Schmetterlingsfledermäuse (Glauconycteris) sind eine Fledermausgattung aus der Familie der Glattnasen (Vespertilionidae). Die Gattung umfasst elf Arten, die in Afrika südlich der Sahara verbreitet sind.

## Merkmale
Schmetterlingsfledermäuse sind relativ klein und erreichen eine Gesamtlänge (Schnauzenspitze bis Schwanzende) von 7,7 bis 11,5 cm und eine Flügelspannweite von 25,5 bis 33 cm. Ihr Rückenfell ist für gewöhnlich zwei- oder dreifarbig und bei fünf Arten mit Flecken, Streifen oder anderen Markierungen gemustert. Farben, die vorkommen können, sind Hell- und Dunkelbraun, Sepia, Umbra, Goldbraun, Rotbraun, Grau und Schwarz. Die Flügel können netzartig gemustert oder ungemustert, und hell oder dunkel sein. 
| 2 | · | 1 | · | 1 | · | 3 | = 32 |
| 3 | · | 1 | · | 2 | · | 3 | = 32 |

Diagnostische Merkmale der Gattung sind kurze Ohren, die an der Basis nicht zusammengewachsen sind und deren vordere Ränder bis zum Maul reichen, ein nicht abgeflachter Schädel und ein Hautlappen im Mundwinkel, außerdem zwei Schneidezähne und vier Backenzähne im Oberkiefer und fünf Backenzähne im Unterkiefer.

## Systematik
Glauconycteris wurde 1875 durch den irischen Zoologen George Edward Dobson als Untergattung von Chalinolobus eingeführt und 1901 durch Winton in den Gattungsrang erhoben. Beide Gattungen sind sich recht ähnlich und unterscheiden sich vor allem durch den Penisknochen der Männchen, der bei Glauconycteris klein und mehr oder weniger dreieckig, bei Chalinolobus dagegen lang ist. Glauconycteris kommt nur in Afrika vor, Chalinolobus in Neuguinea, Australien, Neuseeland und Neukaledonien. Wegen der weit auseinander liegenden Verbreitungsgebiete der beiden Gattungen nimmt man an, das gemeinsame Merkmale konvergent entstanden sind.

## Arten
- Gestreifte Schmetterlingsfledermaus (Glauconycteris alboguttata)
- Silberne Schmetterlingsfledermaus (Glauconycteris argentata)
- Kleine Schmetterlingsfledermaus (Glauconycteris beatrix)
- Currys Schmetterlingsfledermaus (Glauconycteris curryae)
- Bibundi Schmetterlingsfledermaus (Glauconycteris egeria)
- Glens Schmetterlingsfledermaus (Glauconycteris gleni)
- Gefleckte Schmetterlingsfledermaus (Glauconycteris humeralis)
- Kenia-Schmetterlingsfledermaus (Glauconycteris kenyacola)
- Machados Schmetterlingsfledermaus (Glauconycteris machadoi)
- Abo Schmetterlingsfledermaus (Glauconycteris poensis)
- Genetzte Schmetterlingsfledermaus (Glauconycteris variegata)

Eine zwölfte Art, die besonders auffällig gezeichnete Schwarzweiße Schmetterlingsfledermaus (G. superba), wurde im Jahr 2013 von der Gattung Glauconycteris in die neu eingeführte monotypische Gattung Niumbaha überführt. Diese ist die Schwestergattung von Glauconycteris.
Sechs Schmetterlingsfledermausarten kommen ausschließlich oder vor allem in tropischen Regenwäldern vor, eine in Kenia im küstennahen Wald am Indischen Ozean, eine weitere in Regenwäldern und Waldsavannen und zwei nur in Waldsavannen.